# Hacımehmet, İnebolu
Hacımehmet là một xã thuộc huyện İnebolu, tỉnh Kastamonu, Thổ Nhĩ Kỳ. Dân số thời điểm năm 2008 là 239 người.